# Lognkosauria

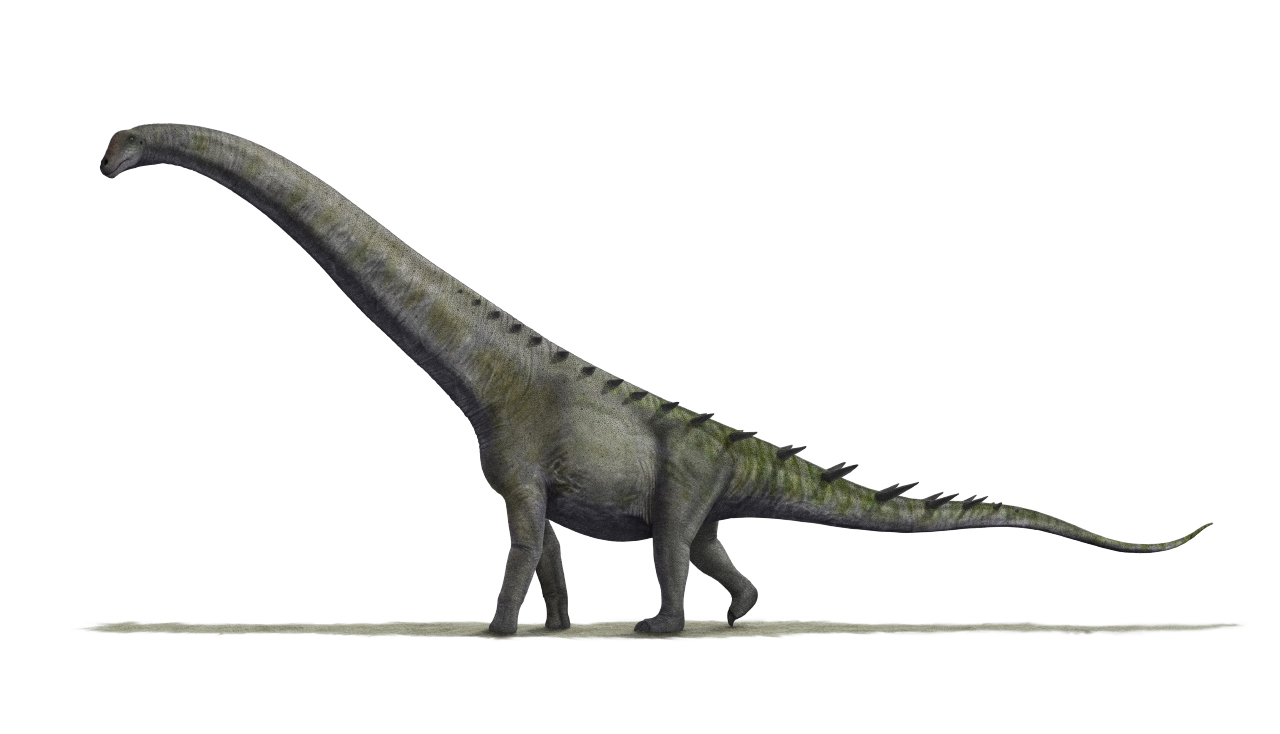
Futalognkosaurus

De Lognkosauria zijn een groep sauropode dinosauriërs behorend tot de ruimere groep van de Titanosauria.
In 2007 creëerde Jorge Orlando Calvo de klade Lognkosauria, toen door een kladistische analyse duidelijk werd dat de Zuid-Amerikaanse sauropoden Futalognkosaurus en Mendozasaurus nauw aan elkaar verwant waren. De definitie was: de groep bestaande uit de laatste gemeenschappelijke voorouder van Futalognkosaurus dukei en Mendozasaurus neguyelap en als zijn afstammelingen. Buiten de twee in de definitie opgenomen soorten waren geen andere lognkosauriërs bekend maar in 2007 werd Puertasaurus benoemd als een lognkosauriër en in 2011 werd Traukutitan gezien als een mogelijk lid van de groep. Alle soorten stammen uit het late Krijt. De Afrikaanse vorm Malawisaurus vormt volgens de analyse de zustergroep van de Lognkosauria.
Het "Lognko" in de geslachtsnaam is een verwijzing naar "lognko" (loñko ofwel "opperhoofd") in Futalognkosaurus.